# ریولایت، نوادا

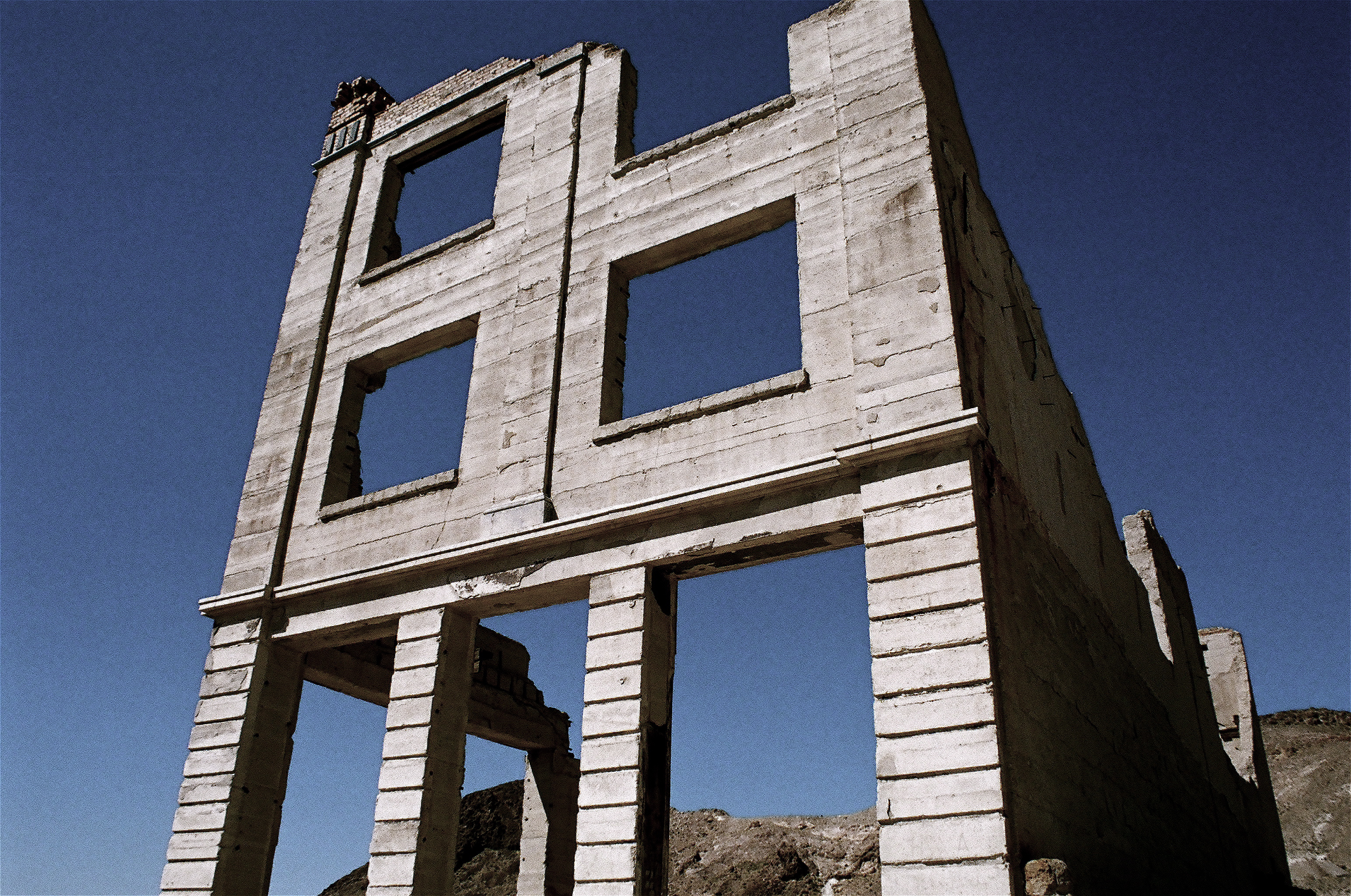
بقایای ساختمان بانک کوک در ریولایت، نوادا

ریولایت (به انگلیسی: Rhyolite) شهری متروکه در شهرستان نای، در ایالت نوادا آمریکا است. این شهر در بولفراگ هیلز، حدود ۱۲۰ مایلیِ (۱۹۰ کیلومتر) شمال‌غرب شهر لاس وگاس، در نزدیکیِ لبهٔ شرقیِ دره مرگ می‌باشد.

## نگارخانه

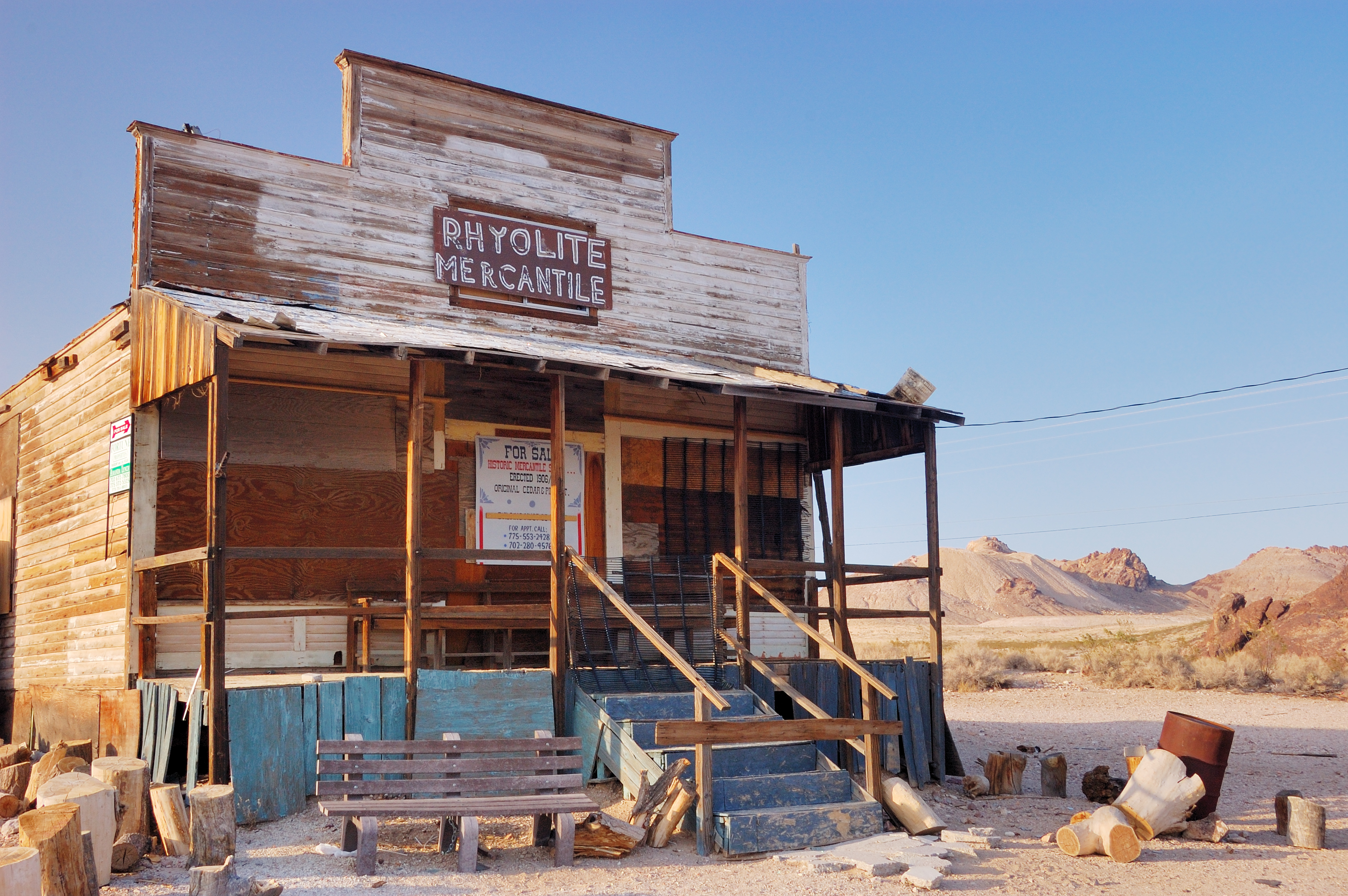
یک فروشگاه محلی متروکه در ریولایت
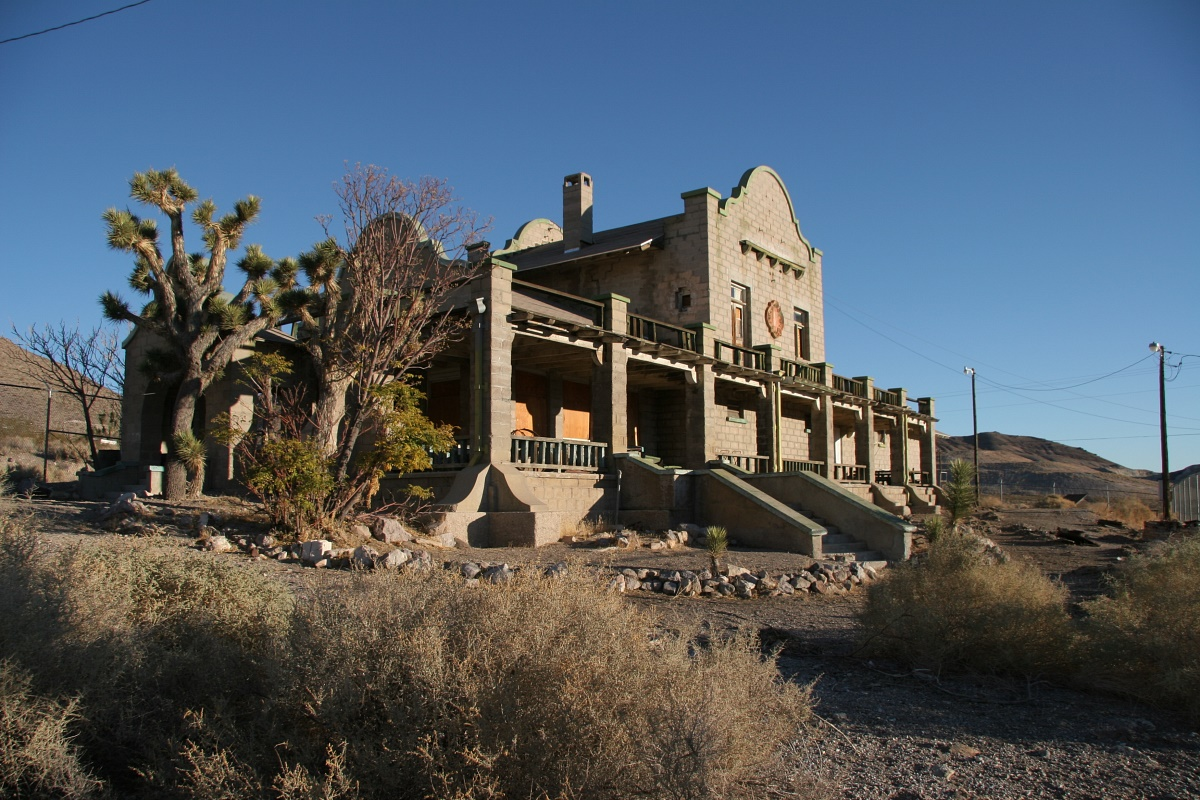
ایستگاه قطار ریولایت
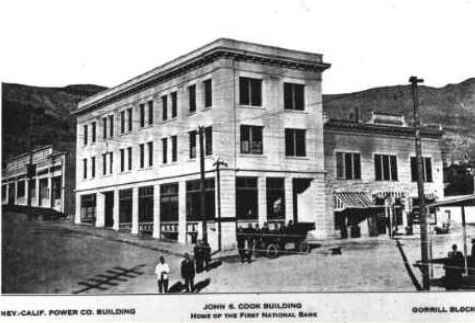
بانک کوک در سال ۱۹۰۸
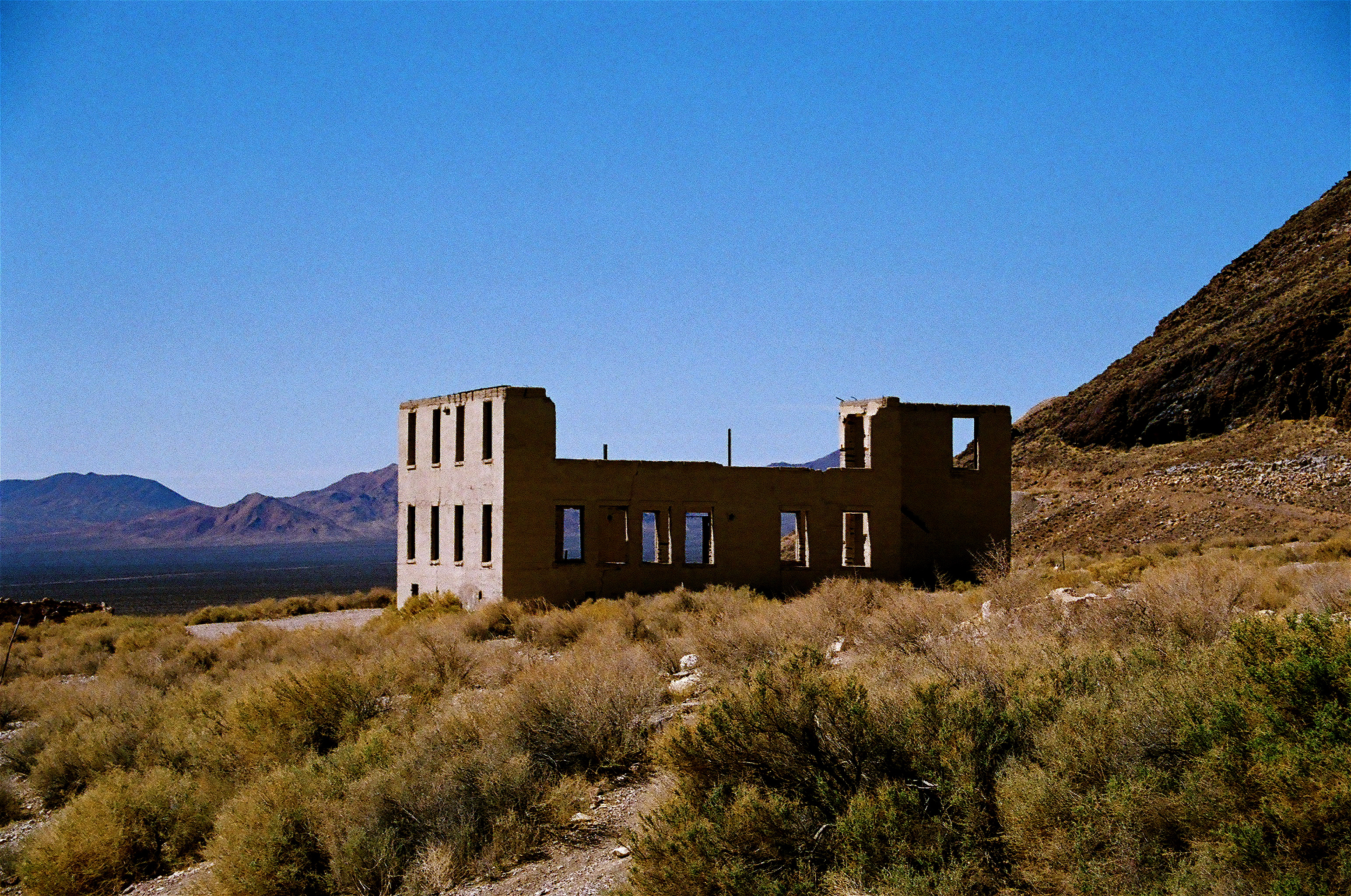
بقایای ساختمان مدرسهٔ ریولایت